# Duru
Els duru (al-duru) són una tribu ghafirita d'Oman, de tendència ibadita. Viuen a les muntanyes de l'interior i el seu centre principal és Tanam a uns 15 km al sud d'Ibri. Estan dirigits pel clan al-Mahamid. Ibri és el principal centre per al seu comerç. Crien tres reputades races de camells: banat Usayfir, banat Khabar i banat Humra. Exploten també mines de sal.